# Jeon Jong-seo
Jeon Jong-seo (en coreano: 전종서; Seúl, 5 de julio de 1994), también conocida como Rachel Jeon, es una actriz surcoreana.
Es conocida por haber interpretado a Hae-mi en la película de suspense Burning (2018), y por coprotagonizar la cinta de El teléfono (2020).

## Biografía
Nació en Seúl, de pequeña junto a su familia se trasladaron a Canadá, donde asistió a una escuela secundaria. Luego regresó a Corea del Sur y se graduó en la Escuela superior de Artes de Anyang. Estudió también a la Universidad Sejong en la Escuela de cine, aunque en 2018 interrumpió los estudios para continuar con su carrera de actriz con mayor libertad.
El 3 de diciembre de 2021 anunció que estaba saliendo con el director surcoreano Lee Chung-hyun (Lee Choong-hyun).

## Carrera
Es miembro de la agencia My Company en Corea del Sur y desde mayo de 2021 es miembro de la agencia estadounidense United Talent Agency (UTA) en Estados Unidos.
Comenzó su carrera de actriz en agosto de 2017, cuando fue seleccionada para interpretar uno de los papeles principales de la película Burning, de Lee Chang-dong.
En el 2020, se une al elenco principal de la película El teléfono donde interpretó a Young-seok, una mujer que cree que el teléfono conectado al futuro es la única esperanza para salvarse de tomar decisiones peligrosas. En su siguiente trabajo actuó junto a Kate Hudson y Craig Robinson en Mona Lisa and the Blood Moon, una película de la directora Ana Lily Amirpour. El rodaje comenzó en julio de 2019.
En 2022 se unió al elenco principal de la serie Money Heist: Korea – Joint Economic Area donde interpreta el papel de Tokyo. La serie es un remake de la exitosa serie española La casa de papel.
En 2024 protagonizó la serie de TVING La reina Woo, con el personaje de esta reina de Goguryeo, que tras la muerte de su marido el rey se ve envuelta en una batalla por la sucesión al trono. Para la actriz es su primer drama histórico.

## Filmografía

### Series
| Año  | Título                                   | Rol            | Red     | Notas     | Ref.          |
| ---- | ---------------------------------------- | -------------- | ------- | --------- | ------------- |
| 2022 | Bargain                                  | Park Joo-young | TVING   | Serie web | [ 18 ] [ 19 ] |
| 2022 | Money Heist: Korea – Joint Economic Area | Tokyo          | Netflix | Serie web |               |
| 2024 | Wedding Impossible                       | Na Ah-jung     | tvN     |           | [ 20 ] [ 21 ] |
| 2024 | La reina Woo                             | Woo Hee        | TVING   | Serie web | [ 22 ] [ 23 ] |

### Películas
| Año  | Título                                 | Personaje     | Director(a)       | Notas                               | Ref.                 |
| ---- | -------------------------------------- | ------------- | ----------------- | ----------------------------------- | -------------------- |
| 2018 | Burning                                | Shin Hae-mi   | Lee Chang-dong    | Debut                               | [ 24 ]               |
| 2020 | El teléfono                            | Oh Young-sook | Lee Choong-hyun   | Coprotagonista. Película de Netflix | [ 25 ] [ 11 ] [ 26 ] |
| 2021 | Mona Lisa and the Blood Moon           | Mona Lisa Lee | Ana Lily Amirpour | Protagonista                        | [ 14 ]               |
| 2021 | Nothing Serious (Romance Without Love) | Ja-young      | Jung Ga-young     | Coprotagonista                      | [ 27 ] [ 28 ]        |
| 2023 | Bailarina                              | Jang Ok-joo   | Lee Choong-hyun   | Película de Netflix                 | [ 29 ] [ 30 ]        |

### Apariciones en programas de variedades
| Año  | Programa     | Función  | Notas   |
| ---- | ------------ | -------- | ------- |
| 2020 | Knowing Bros | Invitada | Ep. 220 |

### Presentadora
| Año  | Evento                  | Función                   | Ref.   |
| ---- | ----------------------- | ------------------------- | ------ |
| 2022 | 36th Golden Disc Awards | Presentadora de categoría | [ 31 ] |

### Revistas/ sesiones fotográficas
| Año  | Título                 | Ref.   |
| ---- | ---------------------- | ------ |
| 2020 | Esquire Korea Magazine | [ 32 ] |

## Premios y nominaciones
| Año  | Premio                               | Categoría                                 | Trabajo nominado     | Resultado | Ref.                        |
| ---- | ------------------------------------ | ----------------------------------------- | -------------------- | --------- | --------------------------- |
| 2018 | 27 de Buil Premios del Cine          | Mejor actriz revelación                   | Burning              | Nominada  | [ 33 ]                      |
| 2018 | 55.º Grand Bell Awards               | Mejor actriz revelación                   | Burning              | Nominada  | [ 34 ]                      |
| 2018 | 2.º The Seoul Awards                 | Mejor actriz revelación                   | Burning              | Nominada  | [ 35 ]                      |
| 2018 | 39.º Blue Dragon Film Awards         | Mejor actriz revelación                   | Burning              | Nominada  | [ 36 ]                      |
| 2018 | The Hollywood Reporter Critics       | 15 International Breakout Talents of 2018 | Burning              | Incluida  | [ 37 ]                      |
| 2019 | 16.º International Cinephile Society | Mejor actriz de reparto                   | Burning              | Nominada  |                             |
| 2019 | International Online Cinema Awards   | Mejor actriz de reparto                   | Burning              | Nominada  |                             |
| 2019 | Chlotrudis Awards                    | Mejor actriz de reparto                   | Burning              | Nominada  | [ 38 ]                      |
| 2019 | 13.º Asian Film Awards               | Mejor actriz revelación                   | Burning              | Nominada  | [ 39 ]                      |
| 2019 | 55.º Baeksang Arts Awards            | Mejor actriz revelación                   | Burning              | Nominada  | [ 40 ]                      |
| 2019 | 24.º Chunsa Film Art Awards          | Mejor actriz revelación                   | Burning              | Nominada  | [ 41 ]                      |
| 2021 | 57.º Baeksang Arts Awards            | Mejor actriz (cine)                       | El teléfono          | Ganadora  | [ 42 ] [ 43 ] [ 44 ] [ 45 ] |
| 2021 | 26.º Chunsa Film Art Awards          | Mejor actriz                              | El teléfono          | Nominada  | [ 46 ]                      |
| 2021 | 30.º Annual Buil Film Award          | Mejor actriz                              | El teléfono          | Ganadora  | [ 47 ]                      |
| 2021 | 2021 Blue Dragon FIlm Award          | Mejor actriz (cine)                       | El teléfono          | Nominada  | [ 48 ]                      |
| 2022 | 58.º Baeksang Arts Award             | Mejor actriz (cine)                       | Romance Without Love | Nominada  | [ 49 ]                      |
| 2022 | Director's Cut Awards                | Mejor actriz                              | El teléfono          | Ganadora  |                             |
| 2022 | Director's Cut Awards                | Mejor actriz revelación                   | El teléfono          | Nominada  |                             |
| 2023 | Grand Bell Awards                    | Mejor actriz (televisión)                 | Bargain              | Pendiente | [ 50 ]                      |
| 2023 | Marie Claire Asia Star Awards        | Premio Beyond Cinema                      | Bargain              | Ganadora  | [ 51 ]                      |